# Edward Lawry Norton
Edward Lawry Norton (Rockland, 28 luglio 1898 – Chatham Borough, 28 gennaio 1983) è stato un ingegnere statunitense specializzato in elettrotecnica, noto per aver enunciato il cosiddetto teorema di Norton.

## Biografia
Norton iniziò a lavorare come radio operatore nella Marina Militare degli Stati Uniti d'America tra il 1917 e il 1919. Dopo aver frequentato l'Università del Maine un anno prima e un anno dopo il servizio di leva, si iscrisse al MIT nel 1920, laureandosi in ingegneria elettrica nel 1922. In seguito lavorò a New York presso la Western Electric, rinominata poi Bell Laboratories nel 1925; nello stesso anno conseguì un master in ingegneria elettrica presso la Columbia University. Nel 1961 andò in pensione, ritirandosi così dal campo dell'elettrotecnica, dopo aver effettuato, nel corso della sua lunga carriera, la registrazione di 19 brevetti, la redazione di 3 pubblicazioni e la scrittura di 92 memoranda tecnici.
Norton viene ricordato principalmente per aver elaborato il teorema di Norton, che estende i concetti del teorema di Thévenin sulla semplificazione degli schemi delle reti elettriche. Il teorema fu concepito parallelamente anche dal fisico tedesco Hans Ferdinand Mayer, ma Norton ebbe il merito di pubblicare per primo i risultati delle sue ricerche nel 1926.